# A mezzanotte corre il terrore
A mezzanotte corre il terrore (Bowery at Midnight) è un film statunitense del 1942 diretto da Wallace Fox ed interpretato da Bela Lugosi e John Archer.

## Trama
Il professore di psicologia Brenner, di giorno è uno stimato professionista ma di notte, sotto lo pseudonimo "Karl Wagner", dirige segretamente una mensa per poveri chiamata "Bowery Friendly Mission". L'attività notturna serve a Brenner come copertura per il reclutamento di delinquenti per la sua gang criminale. Uno degli scagnozzi di Brenner/Wagner, un medico che sembra essere un tossicodipendente alcolizzato, allude al fatto di avere dei piani per i cadaveri di altri membri della banda uccisi dallo stesso Brenner. Successivamente, questi cadaveri vengono riportati in vita dal medico. Il professor Brenner viene ucciso quando il medico conduce l'inconsapevole in un locale interrato dove i cadaveri rianimati lo attaccano. Più avanti, Richard Dennison sembra essere ucciso e misteriosamente rianimato, e in questo stato lo vede la sua ragazza. Poi, appare improvvisamente ristabilito e si avvia a sposare la sua fidanzata.

## Produzione
Dopo Il corpo scomparso, la Monogram Pictures annunciò che avrebbe prodotto altre due pellicole con protagonista Bela Lugosi, Night of Horror e Torment. Questi progetti finirono per essere rimpiazzati da Bowery at Midnight (A mezzanotte corre il terrore) e The Gorilla Strikes (poi diventato L'uomo scimmia).
Le riprese ebbero inizio il 3 agosto 1942.